# Aeroporto della Contea di Orange-John Wayne
L'aeroporto John Wayne, già aeroporto di Orange County,  è un aeroporto situato nei pressi di Santa Ana, negli Stati Uniti d'America.